# 灵山县
灵山县在中国广西壮族自治区南部，是钦州市所辖的一个县。縣人民政府駐靈城街道廣場路31號。
总面积为3550平方公里，2010年人口为156.5万。位于广西南部，钦州市东北部，县城距南宁市120公里，距钦州市100公里，距北海市130公里，距广州市500公里。

## 人口
根據第七次人口普查數據，截至2020年11月1日零時，靈山縣常住人口為1218140人。

## 历史沿革
隋开皇十八年（598年）始置南宾县，唐貞觀十年（636年）易名灵山县，因县治有西灵山（今称六峰山）而得名。原属广东省，1965年划入广西至今。
唐屬欽州寧越郡，本南賓縣，貞觀十年更名。宋因之。元至元十四年，屬欽州路安撫司。十七年，改欽州路總管府。洪武九年四月屬廉州（廉州府，元朝廉州路，屬海北海南道宣慰司。洪武元年為府。洪武七年十一月降為州。洪武九年四月屬雷州府，十四年五月復為廉州府），洪武十四年五月仍屬欽州。

## 行政区划
灵山县下辖2个街道办事处、17个镇：
灵城街道、三海街道、新圩镇、丰塘镇、平山镇、石塘镇、佛子镇、平南镇、烟墩镇、檀圩镇、那隆镇、三隆镇、陆屋镇、旧州镇、太平镇、沙坪镇、武利镇、文利镇和伯劳镇。

## 交通
- 宾钦高速、 清凭高速、 209国道、 242国道、 359国道过境。

## 风景名胜
- 大芦村古建筑群
- 三海岩摩崖石刻

## 特产
灵山凉粉、灵山荔枝：中国地理标志产品

## 古今名人
- 寧原悌：兩廣地區首名進士

## 治案罪案
- 2018年百香果女孩案，令中国大陆性暴力问题得到关注。